# Naniarchar
Naniarchar è un sottodistretto (upazila) del Bangladesh situato nel distretto di Rangamati, divisione di Chittagong. Si estende su una superficie di 393,68 km² e conta una popolazione di 34.561 abitanti (dato censimento 1991).